# Rebeca Santos
Rebeca Patricia Santos (Tegucigalpa, 1963) es una economista hondureña y actual presidenta del Banco Central de Honduras.

## Perfil Académico y laboral
Rebeca Santos es licenciada en Economía de la Universidad Nacional Autónoma de Honduras, tiene una maestría en Desarrollo Rural y un postgrado de Panificación del Desarrollo Rural.
Experiencia Laboral:
Gobernadora propietaria por el Gobierno de Honduras ante el Banco Interamericano de Desarrollo, Banco Mundial y Banco Centroamericano de Integración Económica, gobernadora suplente ante el Fondo Monetario Internacional, miembro del Grupo Promotor del Diálogo Fiscal, integrado por exministros y expresidentes de Finanzas y del Banco Central de Honduras.

## Secretaria de Finanzas
Fue secretaria de Finanzas del 27 de enero de 2006 hasta el 28 de junio de 2009, fecha en que produjo un golpe de Estado al expresidente Manuel Zelaya.